# De Forçant
De Forçant (còn viết thành de Forsans hoặc de Forçanz; 1770 – 1809) tên đầy đủ là Godefroy Anne de Forçanz, là sĩ quan Hải quân Pháp và là nhà thám hiểm phụng sự dưới trướng Nguyễn Ánh, sau này là vua Gia Long của nhà Nguyễn.
Godefroy Anne de Forsan sinh ngày 1 tháng 6 năm 1770 tại làng Caslou, xã Montauban-de-Bretagne, tỉnh Ille-et-Vilaine. Cha là Guillaume de Forsan và mẹ tên Émilie Lamour. 
De Forçant là thuyền trưởng tàu chiến l'Aigle của Pháp. Năm 1788, ông lên đường sang Việt Nam:103 cùng với Jean-Baptiste Chaigneau, Philippe Vannier và Jean-Marie Dayot theo sự khích lệ của Đức Cha Pigneau de Béhaine, rồi thề tận trung với Nguyễn Ánh (sau này là vua Gia Long). Ông được triều đình chúa Nguyễn ban cho chức quan Chưởng cơ (掌奇), cùng với các đồng đội Chaigneau, Vannier và Despiau,:20 và lấy tên Việt là Lê Văn Lăng (黎文棱).
De Forçant từng tham dự trận Thị Nại vào tháng 3 năm 1801 cùng với Chaigneau và Vannier, dưới sự chỉ huy của tướng Nguyễn Văn Trương. Ông qua đời tại Nam Kỳ năm 1809.